# Claudio Chiaverotti
Claudio Chiaverotti (Torino, 20 giugno 1965) è un fumettista italiano.

## Biografia
Chiaverotti studia da odontotecnico; appassionato cinefilo, dopo il diploma vorrebbe tentare l'ammissione al corso di regia del Centro Sperimentale di Cinematografia ma, non avendo i genitori le possibilità di mantenerlo a Roma, si iscrive alla Facoltà di Giurisprudenza dell'Università degli Studi di Torino, decidendo poi di dedicarsi completamente alle sceneggiature di fumetti.
Nel 1986, esordisce scrivendo i testi per alcune strisce comiche di Sturmtruppen, i soldatini tedeschi di Bonvi.
Nel 1989, approda alla Sergio Bonelli Editore ed entra a far parte, a pieno titolo, dello staff che realizza le storie di Dylan Dog, eroe creato da Tiziano Sclavi nel 1986. Il suo primo contributo alla testata è il numero 34 della serie regolare, Il buio, disegnato da Piero Dall'Agnol, mentre la sua ultima storia risale a dicembre 2020, il n. 411, Il terzo giorno, disegnata da Piero Dall'Agnol. Oltre ai quasi cinquanta albi di Dylan, scrive gli Speciale Dylan Dog nn. 8, 10, gli Almanacco della Paura 1992, 1995, 1997, il Maxi Dylan Dog 1998 e i Dylan Dog Gigante nn. 3, 4, 5.
Nel giugno 1998, diviene il creatore di Brendon, di cui scrive e sceneggia anche le storie, fumetto fantasy che narra le avventure di un cavaliere di ventura in una terra post-apocalittica. Nel 2001 scrive, per la casa editrice specializzata in egittologia Aranke, il giallo Delitti al museo egizio.
Contribuisce a Zona X, oltre che scrivere quindici numeri di Martin Mystère e il n. 6 di Martin Mystère Extra.
Nel 2015, sempre per Bonelli, crea e scrive Morgan Lost, serie in edicola dall'ottobre dello stesso anno.